# Sebastián Barrientos
Sebastián Andrés Barrientos Olivares (* 20. Januar 1989 in Osorno) ist ein ehemaliger chilenischer Fußballspieler. Der Stürmer wurde 2010 mit CD Universidad Católica chilenischer Meister.

## Karriere
Sebastián Barrientos begann seine Karriere 2007 bei CD Universidad Católica, wo er bereits die Jugendmannschaften durchlaufen hatte. Im Februar 2008 wurde er mit der U18-Nationalmannschaft beim João Havelange-Turnier in Mexiko Turniersieger und erzielte in zwei Partien ein Tor. 2009 erlitt Barrientos eine Lungenembolie, die ihn zu einer fast einjährigen Pause vom Fußball zwang. Anfang 2010 stand er wieder auf dem Platz und erlitt Mitte des Jahres eine zweite Lungenembolie, so dass er im Oktober 2010 aus gesundheitlichen Gründen seine Spielerkarriere beendete.

## Erfolge
Universidad Católica
- Chilenischer Meister: 2010

## Sonstiges
Sein Vater Leonel Barrientos ist ebenfalls ehemaliger Profifußballspieler.